# Comuna Țigănași, Iași
Țigănași (în trecut, Cărniceni) este o comună în județul Iași, Moldova, România, formată din satele Cârniceni, Mihail Kogălniceanu, Stejarii și Țigănași (reședința).

## Așezare
Comuna se află în nord-estul județului, pe malul stâng al râului Jijia. Este străbătută de șoseaua națională DN24C, care leagă Iașiul de Ștefănești și Lipcani. Lângă Cârniceni, din această șosea se ramifică șoseaua județeană DJ282C, care duce spre vest la Vlădeni și Șipote.

## Demografie
Componența etnică a comunei Țigănași
     Români (88,65%)
     Alte etnii (0%)
     Necunoscută (11,35%)
Componența confesională a comunei Țigănași
     Ortodocși (81,53%)
     Creștini după evanghelie (3,33%)
     Penticostali (2,43%)
     Alte religii (1,14%)
     Necunoscută (11,57%)
Conform recensământului efectuat în 2021, populația comunei Țigănași se ridică la 4.114 locuitori, în creștere față de recensământul anterior din 2011, când fuseseră înregistrați 4.036 de locuitori. Majoritatea locuitorilor sunt români (88,65%), iar pentru 11,35% nu se cunoaște apartenența etnică. Din punct de vedere confesional, majoritatea locuitorilor sunt ortodocși (81,53%), cu minorități de creștini după evanghelie (3,33%) și penticostali (2,43%), iar pentru 11,57% nu se cunoaște apartenența confesională.

## Politică și administrație
Comuna Țigănași este administrată de un primar și un consiliu local compus din 13 consilieri. Primarul, Iulian Chirilă[*], de la Partidul Social Democrat, este în funcție din 2012. Începând cu alegerile locale din 2024, consiliul local are următoarea componență pe partide politice:
|  | Partid                          | Consilieri | Componența Consiliului | Componența Consiliului | Componența Consiliului | Componența Consiliului | Componența Consiliului | Componența Consiliului | Componența Consiliului | Componența Consiliului | Componența Consiliului |
|  | ------------------------------- | ---------- | ---------------------- | ---------------------- | ---------------------- | ---------------------- | ---------------------- | ---------------------- | ---------------------- | ---------------------- | ---------------------- |
|  | Partidul Social Democrat        | 9          |                        |                        |                        |                        |                        |                        |                        |                        |                        |
|  | Partidul Național Liberal       | 2          |                        |                        |                        |                        |                        |                        |                        |                        |                        |
|  | Alianța pentru Unirea Românilor | 1          |                        |                        |                        |                        |                        |                        |                        |                        |                        |
|  | Partidul Mișcarea Populară      | 1          |                        |                        |                        |                        |                        |                        |                        |                        |                        |

## Istorie
La sfârșitul secolului al XIX-lea, comuna purta denumirea de Cărniceni, făcea parte din plasa Turia a județului Iași și era formată din satele Cărniceni, Șetrăreni, Probota, Blândești, Raiu, Perieni și târgușorul Țigănești (Căminărești), având în total 2648 de locuitori. În comună funcționau patru mori de apă și două de aburi, cinci biserici și trei școli cu 119 elevi (dintre care 30 de fete). Anuarul Socec din 1925 o consemnează cu denumirea de Țigănași, în aceeași plasă, având 3911 locuitori în satele Băseni, Blândești, Cărniceni, Perieni, Raiu, Șătrăreni și Țigănași. În 1931 este consemnată comasarea satelor Raiu și Blândești, formând satul Raiu-Blândești.
În 1950, ea a trecut la raionul Iași din regiunea Iași. Satul Șătrăreni a primit în 1964 denumirea de Stejarii, iar satul Raiu-Blândești pe cea de Blândești. În 1968, comuna a revenit la județul Iași, reînființat, tot atunci satul Blândești fiind desființat și comasat cu satul Țigănași.

## Monumente istorice

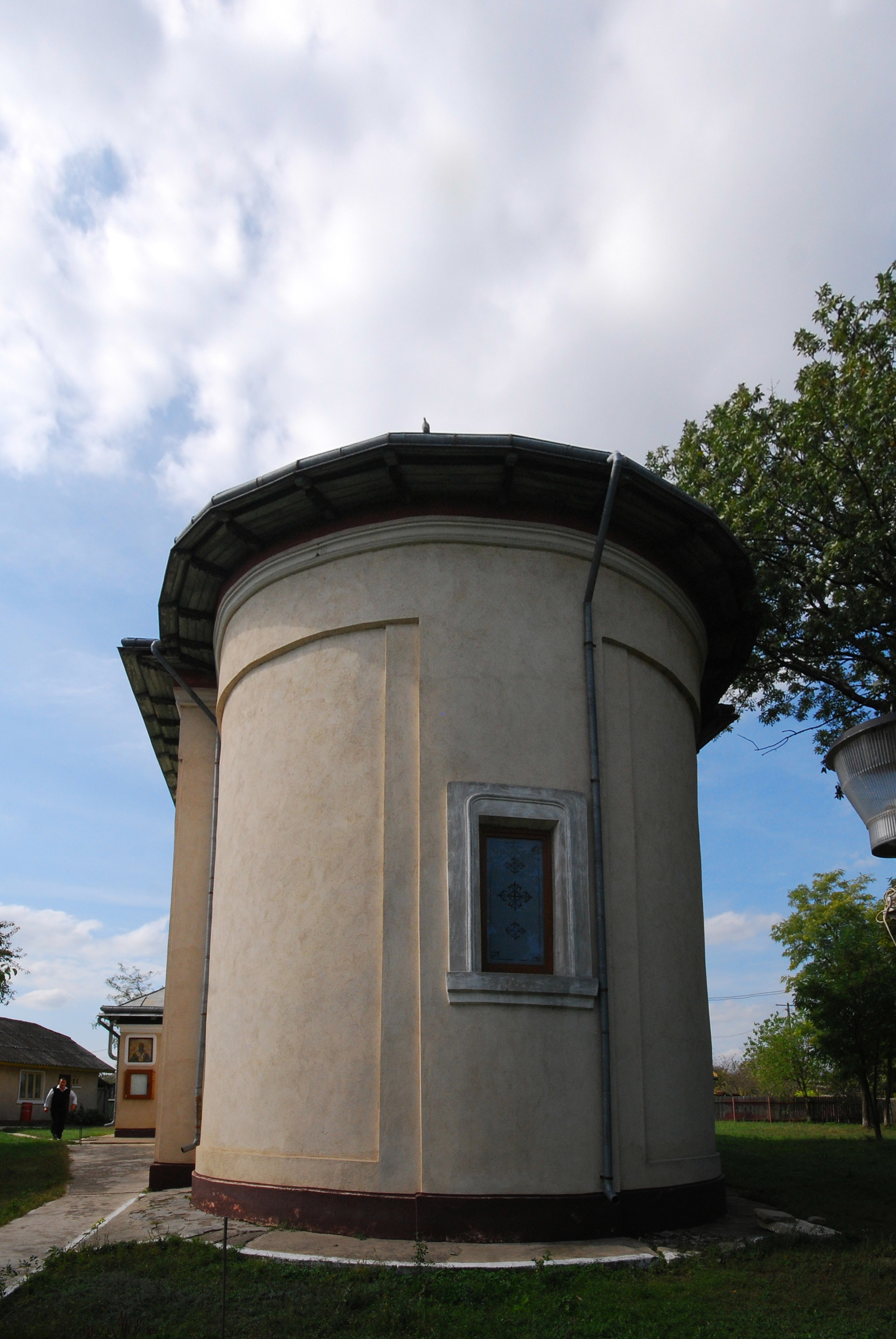
Biserica „Sfântul Spiridon” din Țigănași, monument istoric

Opt obiective din comuna Țigănași sunt incluse în lista monumentelor istorice din județul Iași ca monumente de interes local. Șase dintre ele sunt situri arheologice: situl de la „Cimitirul Vechi” (de la marginea de est a satului Cârniceni); situl din punctul „Holm 1” (200 m nord de Cârniceni); „Holm 2” (1 km nord de Cârniceni); valul lui Traian (3 km est de Cârniceni); situl de la „Dealul Raiu” (1 km est de Țigănași); și situl de la „Valea Odăii” (3 km nord-vest de satul Țigănași). Ele conțin vestigii începând din epipaleolitic (tardenoisian) și sfârșind cu epoca medievală (secolul al XVIII-lea).
Celelalte două obiective sunt clasificate ca monumente de arhitectură: biserica „Sfântul Haralambie” (1792) din Cârniceni; și biserica „Sfântul Spiridon” (1802) din Țigănași.

## Persoane născute aici
- Costache Antoniu (1900 - 1979), actor;
- Dan Hulubei (1899 - 1964), matematician, fratele academicianului Horia Hulubei.[15]